# Xileno
O termo xileno refere-se ao conjunto de compostos dimetil benzeno, onde a diferença é a posição relativa dos grupos metilas. Esse conjunto de compostos também é conhecido como xilol. Os compostos são o orto-xileno, o meta-xileno e o para-xileno.

## Características
Os xilenos possuem ponto de ebulição, densidade e ponto de fusão ligeiramente diferentes (respectivamente orto, meta e para: 144 °C, 139 °C e 138 °C; 0,88 g/cm³ - 0,86 g/cm³ - 0,86 g/cm³ ; -25 °C, -48 °C e 13 °C).
São usados como solventes e precursores de outros produtos químicos, sendo encontrados no alcatrão e no petróleo.
- -  o-xileno (CAS 95-47-6)
  -  m-xileno (CAS 108-38-3)
  -  p-xileno (CAS 106-42-3)